# انقطاع الطمث الوظيفي
انقطاع الطمث الوظيفي، شكل من أشكال انقطاع الطمث المزمن وهو أحد أكثر أنواع انقطاع الطمث الثانوي شيوعًا، ويُصنّف على أنه قصور في الغدد التناسلية. ينتج عن التثبيط الناجم عن إجهاد المحور الوطائي النخامي المبيضي، ما يؤدي إلى تثبيط إفراز الهرمون المطلق لموجهة الغدد التناسلية، والهرمون المنبه للجريب والهرمون اللوتيني. قد يكون نقص هرمون الاستروجين الحاد والمطول لفترات طويلة من أخطر الأمراض الهرمونية المرتبطة بالمرض، لأن عواقب هذا الاضطراب يمكن أن تؤثر على العظام، وصحة القلب والأوعية الدموية، والصحة العقلية، وعمل الاستقلاب على المدى القصير والطويل. نظرًا لأن العديد من الأعراض تتداخل مع أعراض أمراض الوطاء أو الغدة النخامية أو الغدد التناسلية، يجب استبعادها حتى نتمكن من تشخيص انقطاع الطمث الوظيفي، يشمل التشخيص تاريخًا مفصلًا ودراسات جسدية مخبرية، مثل اختبار الحمل، والمستويات المصلية من الهرمون المنبه للجريب والهرمون اللوتيني، والبرولاكتين، والهرمون المحفز للغدة الدرقية. يعاني المرضى من مجموعة واسعة من الأعراض المتعلقة بنقص هرمون الاستروجين الشديد (بما في ذلك اضطرابات القلب والأوعية الدموية والهيكل العظمي بالإضافة إلى فرط كورتيزول الدم، وانخفاض مستويات الأنسولين في الدم، مثل عامل النمو (IGF-1)، وانخفاض إجمالي ثلاثي يودوثيرونين.
يعد العلاج السلوكي الخطوة الأولى في المعالجة، في حين أن العلاجات القائمة على إعاضة الهرمونات هي علاجات محتملة لاستعادة الحيض.

## المقدمة
يحدث المرض بسبب الإجهاد المزمن، سواء كان ذلك من العوامل النفسية/الاجتماعية/العاطفية/العقلية أو العوامل المرتبطة بالوزن. لذلك فإن المظاهر السريرية للاضطراب تكون نتيجة الإجهاد المزمن الناجم عن العوامل الثلاثة المذكورة أعلاه. كان الوصف الكلاسيكي سابقًا للمرض هو امرأة نحيفة تعاني من نقص في الأكل وممارسة التمارين الرياضية بشكل مفرط، قد يكون هناك أيضًا أعراض ثالوث الأنثى الرياضية وهي (اضطرابات الأكل، انخفاض الكثافة العظمية أو هشاشة العظام، اضطرابات الدورة الشهرية).
يمكن أن يظهر المرض بطرق مختلفة عند المراهقات والنساء البالغات. في أغلب الحالات، يحدث فقدان تدريجي للإباضة والحيض، يتبعه في النهاية توقف الدورة الشهرية تمامًا. وفقًا للأكاديمية الأمريكية لطب الأطفال والكلية الأمريكية لأطباء النساء والتوليد، يجب اعتبار حالة الدورة الشهرية علامة حيوية لجميع الزيارات السريرية الروتينية بسبب الآثار المعروفة لنقص هرمون الاستروجين على صحة العظام والأنسجة.

### الإنجاب
يمكن لانقطاع الطمث الوظيفي أن يكون له عواقب طويلة وقصيرة المدى على التطور التناسلي والخصوبة. إن انقطاع الإباضة والطمث هو السمة المميزة للمرض. إذا حدث نقص في هرمون الاستروجين وضعف في المحور الوطائي النخامي التناسلي خلال فترة البلوغ، يحدث انقطاع الطمث الأولي. أما إذا حدث الضعف بعد سن البلوغ، يحدث انقطاع الطمث الثانوي، وهو الأكثر شيوعًا.
نلاحظ في الفحص السريري ترافق المرض مع تأخر في النمو، مع غياب الخصائص الجنسية الثانوية والثالثية أثناء مرحلة البلوغ. تعتمد شدة الأعراض على مدة وشدة نقص هرمون الاستروجين.
عند المراهقات، يتظاهر المرض بتأخر الدورة الشهرية وتطور غير محدد لمراحل البلوغ، وتأخر ظهور الخصائص الجنسية الثانوية والثالثية. عند النساء البالغات، يمكن أن يؤدي المرض إلى تغيرات مثل نقص مخاطية عنق الرحم، وترقق النسيج الظهاري المهبلي، وضمور عضلات الرحم، ما قد يؤدي إلى الجماع المؤلم (عسرة الجماع).

## عوامل الخطر

### العوامل المتعلقة بالتوتر
يمكن أن يؤدي الإجهاد النفسي والاجتماعي والعاطفي أو العقلي المفرط أو الشديد إلى خلل وظيفي في الوطاء. عند المراهقين، تسمى (أزمة المراهقة) ويمكن أن تحدث أثناء البلوغ أو بعده. يمكن أن تتسبب هذه الأزمة في إصابة المرضى بالاضطرابات السلوكية أو اضطرابات الأكل، وإذا كانت شديدة وطويلة الأمد يمكن أن تؤدي إلى اضطرابات في الدورة الشهرية التي تتظاهر على شكل انقطاع الطمث الوظيفي.
عندما يتعرض الجسم للتوتر والضغط النفسي، يتفعل المحور الودي، متبوعًا بالمحور الوطائي النخامي الكظري. تثبط هذه الأحداث المحور الوطائي النخامي الغدي التناسلي، لأن الهرمون المطلق لموجهة القشرة الذي يفرزه المحور الوطائي النخامي الكظري يمنع إفراز الهرمون المطلق لموجهة الغدد التناسلية بواسطة تحت المهاد. يحفز الهرمون المطلق لموجهة القشرة أيضًا إفراز بيتا-إندورفين، الذي يمنع إطلاق الدوبامين. يسمح تثبيط الدوبامين بزيادة إفراز البرولاكتين (فرط برولاكتين الدم)، ما يؤدي إلى تثبيط الهرمون اللوتيني، ويؤدي بدوره إلى الإباضة. يؤدي ذلك أيضًا إلى تثبيط المحور الوطائي النخامي الغدي التناسلي وانخفاض هرمونات الغدة الدرقية، في محاولة لتقليل صرف الطاقة، وهذا يسمح للجسم بالتركيز على البقاء بدلًا من التكاثر.
إن وجود تراكيز عالية من الدوبامين ومنخفضة من البرولاكتين (والسيروتونين) يمكن أن تسبب أيضًا انقطاع الطمث الوظيفي. يكون لدى الإناث مع هذه المستويات درجات أعلى من العدوانية، ومستويات أعلى من هرمون التستوستيرون، ومستويات أقل من هرمون الإستروجين.

### العوامل المتعلقة بالوزن
يمكن أن يؤثر انقطاع الطمث الوظيفي على النساء اللواتي يعانين من نقص وزن أو وزن طبيعي أو زيادة وزن. تشمل عوامل الخطر للمراهقات والشابات عمومًا اضطرابات الأكل، مثل فقدان الشهية العصبي والشره المرضي. حتى عند المرضى ذوي الوزن الطبيعي، من المهم مراقبة ظهور أعراض فقدان الشهية في كل من الفحوص البدنية والمخبرية؛ خاصة عند وجود الضغط النفسي والتوتر. فقدان الوزن في سياق الأمراض الجهازية سبب مهم أيضًا، خاصة عند وجود قصة تناول المخدرات الناركوتية.
يمكن أن يسبب كل من فقدان الوزن وزيادة الوزن انقطاع الطمث الوظيفي من خلال الإنسولين. يتميز فقدان الوزن بشكل كبير، كما هو الحال في اضطرابات الأكل وسوء التغذية المزمن، بانخفاض مستويات الإنسولين. يمكن أن تؤدي زيادة الوزن بشكل كبير إلى السمنة والمقاومة على الأنسولين، والتي تحاكي مستويات الأنسولين المنخفضة عن طريق نقص أنسولين الدم الوظيفي. نظرًا لأن الأنسولين يساعد في تنظيم المحور الوطائي النخامي الغدي التناسلي، فإن هذه المستويات المنخفضة وظيفيًا من الأنسولين يمكن أن تسبب انقطاع الطمث الوظيفي، إذ أشارت نماذج الفئران إلى أن مستويات الأنسولين المنخفضة تقلل من مستويات الهرمون اللوتيني المرتفعة.

### العوامل المتعلقة بالتمارين
تؤثر العوامل المتعلقة بالتمارين عمومًا على الرياضيين الذين يشاركون في الرياضات التي تتطلب تدريبًا مكثفًا وانخفاضًا في وزن الجسم، ما يتسبب في نقص الطاقة. يُعرّف انقطاع الطمث الوظيفي الناجم عن الإفراط في ممارسة الرياضة على أنه غياب الحيض لمدة 6 أشهر على الأقل عند الإناث الأصحاء اللواتي يفتقرن إلى المرض الشديد المزمن ويمارسن الرياضة لمدة ثماني ساعات أو أكثر في الأسبوع. بالمقارنة مع النساء اللواتي لا يمارسن الرياضة، بلغ معدل انقطاع الطمث 2-5%، بينما بلغ معدل انقطاع الطمث لدى الرياضيين تراوح بين 2-46%، ومن الشائع أيضًا أن تعاني النساء اللواتي لديهن وظائف عالية النشاط ولا يمارسن التمارين الرياضية من خلل في الدورة الشهرية. عُثر على انقطاع الطمث الوظيفي في 5 إلى 25% من النساء الرياضيات اعتمادًا على نوع الرياضة ومستوى المنافسة، مع انتشار أعلى في الألعاب الرياضية التي يكون فيها وزن الجسم المنخفض مناسبًا. يمكن أن يتأثر بالمرض ما يصل إلى 69% من النساء الرياضيات اللواتي يمارسن رياضات، مثل: (الركض لمسافات طويلة، الجمباز، الباليه، والسباحة)، ويكون اضطراب تناول الطعام غالبًا أحد هذه المكونات.